# Liste der Kulturdenkmäler in Hamburg-Neuenfelde
Die Liste der Kulturdenkmäler in Hamburg-Neuenfelde enthält die in der Denkmalliste ausgewiesenen Denkmäler auf dem Gebiet des Stadtteils Neuenfelde der Freien und Hansestadt Hamburg.
Basis ist der Datensatz Denkmalliste Hamburg auf dem Transparenzportal Hamburg. Dieser enthält alle Objekte, die rechtskräftig nach dem Hamburger Denkmalschutzgesetz vom 5. April 2013 unter Denkmalschutz stehen (§ 6 Abs. 1 DSchG HA) oder zumindest zeitweise standen. Die Denkmalliste steht auch als PDF-Dokument zur Verfügung. Alle Denkmäler in Neuenfelde, die schon nach dem Denkmalschutzgesetz vom 3. Dezember 1973, zuletzt geändert am 27. November 2007, unter Denkmalschutz standen, sind auch auf der Liste der Kulturdenkmäler im Hamburger Bezirk Harburg zu finden.

## Legende
- ID: Gibt die vom Denkmalschutzamt Hamburg vergebene Objekt-ID (Identifikationsnummer) des Kulturdenkmals an, (in Klammern gegebenenfalls die Denkmalnummer nach altem Denkmalschutzgesetz).
- Adresse: Nennt den Straßennamen und, wenn vorhanden, die Hausnummer des Kulturdenkmals. Die Grundsortierung der Liste erfolgt nach dieser Adresse.
- Art: Zeigt an, ob es ein Objekt („O“) oder ein Ensemble („E“) ist.
- Datierung: Gibt die Datierung an; das Jahr der Fertigstellung bzw. den Zeitraum der Errichtung.
- Ensemble: Gibt die Nummer des Ensembles an, zu der das Objekt gehört, bzw. bei Ensembles die Nummer des Ensembles selbst.

Hinweis: Die Grundsortierung der Liste erfolgt nach der Adresse und ist alternativ nach ID, Art (Objekt oder Ensemble), Typ, Datierung, Entwurf oder Kurzbeschreibung sortierbar.

| ID                     | Adresse | Art | Typ                                                    | Kurzbeschreibung | Datierung                                                               | Entwurf                     | Ensemble | Bild |
| ---------------------- | --- | --- | ------------------------------------------------------ | --- | ----------------------------------------------------------------------- | --------------------------- | -------- | ---- |
| 31243                  | Achtern Brack o.Nr., Hasselwerder Straße 40, o.Nr., auf Höhe von Nr. 4, Hohenwischer Straße o.Nr., Neuenfelder Fährdeich o.Nr., Rosengarten o.Nr., o.Nr., Vierzigstücken o.Nr. (Lage) | E   |                                                        | Ringdeich Rosengarten Neuenfelde / Deich der III. Meile des Altes Landes (Deichabschnitte) sowie ehemalige Mühle Hasselwerder Straße 40 |                                                                         |                             | 31243    | BW   |
| 28496                  | Hasselwerder Straße 4 (Lage) | O   | Wohngebäude                                            | | 1900, um                                                                | o. A.                       |          | BW   |
| 28488                  | Hasselwerder Straße 16 (Lage) | O   | Kate                                                   | | 18. Jh., Ende                                                           | o. A.                       |          | BW   |
| 28487                  | Hasselwerder Straße 27 (Lage) | O   | Kate                                                   | | 19. Jh., Mitte                                                          | o. A.                       |          | BW   |
| 28505 (986)            | Hasselwerder Straße 40 (Lage) | O   | Mühlengebäude                                          | Hasselwerder Mühle | 1869 (Sockelgeschoss); 1929                                             |                             | 31243    |      |
| 28491                  | Hasselwerder Straße 55 (Lage) | O   | Kate                                                   | | 18. Jh., Ende                                                           | o. A.                       |          | BW   |
| 28494                  | Hasselwerder Straße 154 (Lage) | O   | Wohngebäude                                            | | 1850, um                                                                | o. A.                       |          | BW   |
| 28489 (571)            | Hasselwerder Straße auf Höhe von Nr. 4 (Lage) | O   | Schöpfwerk                                             | Schöpfwerk Hasselwerder Straße | 19. Jh.                                                                 | o. A.                       | 31243    | BW   |
| 28509 (1041, 571, 575) | Hasselwerder Straße o.Nr. (Lage) | O   | Deich (Hauptdeich)                                     | Deich der III. Meile des Altes Landes (Deichabschnitt Hasselwerder Straße)                                                              | 1460, nach (Wiedereindeichung)                                          |                             | 31243    |      |
| 28493                  | Neuenfelder Fährdeich 41 (Lage) | O   | Wohnwirtschaftsgebäude                                 | | 1881                                                                    | o. A.                       |          | BW   |
| 28497                  | Neuenfelder Fährdeich 51 (Lage) | O   | Wohnwirtschaftsgebäude                                 | | 1890, um                                                                | o. A.                       |          | BW   |
| 28503                  | Neuenfelder Fährdeich 55 (Lage) | O   | Wohnwirtschaftsgebäude                                 | | 1936                                                                    | Garms, Jonny                |          | BW   |
| 28510 (316)            | Neuenfelder Fährdeich 145 (Lage) | O   | Prunkpforte                                            | | 1747                                                                    |                             |          |      |
| 28485                  | Neuenfelder Fährdeich o.Nr. (Lage) | O   | Deich (Hauptdeich)                                     | Deich der III. Meile des Altes Landes (Deichabschnitt Neuenfelder Fährdeich)                                                            | 1460, nach (Wiedereindeichung)                                          |                             | 31243    |      |
| 29888                  | Nincoper Straße 6 (Lage) | O   | Hofanlage (Wohngebäude; Scheune/Stall)                 | Nincoper Straße 6, Hofanlage mit Wohnhaus und Wirtschaftsgebäude                                                                        | 1872                                                                    | o. A.                       |          | BW   |
| 28501                  | Nincoper Straße 26 (Lage) | O   | Wohnhaus (mit Gaststätte)                              | | 1942                                                                    | Eitzen, Wilhelm von         |          | BW   |
| 29889 (314)            | Nincoper Straße 45 (Lage) | O   | Hofanlage (Wohnwirtschaftsgebäude; Prunkpforte)        | Nincoper Straße 45, Hofanlage mit Wohnwirtschaftsgebäude und Prunkpforte                                                                | 1778 (Gebäude); 1683 (Prunkpforte)                                      | o. A.                       |          | BW   |
| 28502                  | Nincoper Straße 113 (Lage) | O   | Wohnwirtschaftsgebäude                                 | | 19. Jh., 1. Hälfte                                                      | o. A.                       |          | BW   |
| 28498                  | Nincoper Straße 119 (Lage) | O   | Wohnwirtschaftsgebäude                                 | | 1949                                                                    | Eitzen, Wilhelm von         |          | BW   |
| 28506 (1068)           | Nincoper Straße 160a, 160b, 160c, 160d, 160e (Lage) | O   | Wohnwirtschaftsgebäude                                 | | 1840–50, ca.                                                            |                             |          | BW   |
| 29887                  | Nincoper Straße 164 (Lage) | O   | Wohnwirtschaftsgebäude                                 | Nincoper Straße 164, Wohnwirtschaftsgebäude und Windbäume                                                                               | 1870, um                                                                | o. A.                       |          | BW   |
| 28500                  | Nincoper Straße 199 (Lage) | O   | Wohnwirtschaftsgebäude                                 | | 19. Jh., Ende                                                           | o. A.                       |          | BW   |
| 29885 (200)            | Organistenweg 7 (Lage) | O   | Kirchengebäude                                         | Kirche St. Pankratius in Neuenfelde, Organistenweg 7, und Kirchhof mit Grabdenkmälern und Kriegerdenkmal, Einfriedigung und Pforte      | 1682–87                                                                 | Wedel, Matthias             |          |      |
| 29886                  | Organistenweg 15a, 15b, 15c, 15d (Lage) | O   | Hofanlage (Wohnwirtschaftsgebäude; Stall; Einfriedung) | Organistenweg 15, Hofanlage mit Wohnwirtschaftsgebäude, ehem. Stall und straßenseitiger Einfriedigung                                   | 1800, um; 1900, um                                                      | o. A.                       |          | BW   |
| 28486                  | Organistenweg o.Nr. (Lage) | O   | Kriegerdenkmal (Kriegerdenkmal 1914/18)                | | o. A.                                                                   | o. A.                       |          | BW   |
| 28499                  | Organistenweg o.Nr. (Lage) | O   | Gedenktafel                                            | Gedenktafeln für die Opfer der Flut 1962                                                                                                | o. A.                                                                   | o. A.                       |          | BW   |
| 28504                  | Organistenweg o.Nr. (Lage) | O   | Kriegerdenkmal (Kriegerdenkmal 1914/18 und 1939/45)    | | o. A.                                                                   | o. A.                       |          | BW   |
| 28507 (1041, 571, 575) | Rosengarten o.Nr. (Lage) | O   | Deich (Sommerdeich)                                    | Ringdeich Rosengarten Neuenfelde (westlicher Abschnitt)                                                                                 | 15. Jh. (Wiedereindeichung, 1456 erste Nennung, ggf. ältere Deichlinie) |                             | 31243    | BW   |
| 38932                  | Rosengarten o.Nr. (Lage) | O   | Deich (Sommerdeich)                                    | Ringdeich Rosengarten Neuenfelde (östlicher Abschnitt)                                                                                  | 15. Jh. (Wiedereindeichung, 1456 erste Nennung, ggf. ältere Deichlinie) |                             | 31243    | BW   |
| 29891 (315)            | Stellmacherstraße 9 (Lage) | O   | Wohnwirtschaftsgebäude; Prunkpforte                    | Stellmacherstraße 9, Wohnwirtschaftsgebäude mit Prunkpforte                                                                             | 1660 (Wohnwirtschaftsgebäude); 1619 (Prunkpforte)                       |                             |          | BW   |
| 28495 (362)            | Stellmacherstraße 14 (Lage) | O   | Wohnwirtschaftsgebäude                                 | | 1779                                                                    | o. A.                       |          | BW   |
| 28490                  | Vierzigstücken 73 (Lage) | O   | Wohnwirtschaftsgebäude                                 | | 1938                                                                    | Stahmann, Johannes Barthold |          | BW   |
| 29890                  | Vierzigstücken 81, 83 (Lage) | O   | Wohnwirtschaftsgebäude; Wirtschaftsgebäude             | Vierzigstücken 81, 83 Wohnwirtschaftsgebäude mit Wirtschaftsgebäude                                                                     | 1949 (Wohnwirtschaftsgebäude); 1952 (Wirtschaftsgebäude)                | Garms, Jonny                |          | BW   |
| 28492                  | Vierzigstücken 95 (Lage) | O   | Wohngebäude                                            | | 16. Jh.                                                                 | o. A.                       |          |      |
| 28508 (1041, 571, 575) | Vierzigstücken o.Nr. (Lage) | O   | Deich (Hauptdeich)                                     | Deich der III. Meile des Altes Landes (Deichabschnitt Vierzigstücken)                                                                   | 1460, nach (Wiedereindeichung)                                          |                             | 31243    | BW   |